# 모계중학교
모계중학교(慕溪中學校)는 대한민국 경상북도 청도군 화양읍 범곡리에 있는 사립 중학교이다.

## 학교 연혁
- 1947년 8월 8일 : 재단법인 모계학원 모계 초급중학교 6학급 인가
- 1947년 10월 27일 : 개교
- 1951년 7월 16일 : 모계초급중학교 제1회 (4년제)
- 1951년 7월 16일 : 모계초급중학교 제2회 (3년제)
- 1952년 12월 8일 : 모계중학교로 교명 변경 인가
- 1964년 3월 3일 : 남자 중학교로 전환
- 1997년 9월 23일 : 체육관 준공
- 2001년 9월 1일 : 중·고등학교 경영 분리
- 2001년 11월 13일 : 경상북도 교육청 지정 선도 학교 연구 발표
- 2007년 3월 1일 : 남녀공학 실시
- 2017년 6월 27일 : 천연 잔디 운동장 조성
- 2017년 9월 11일 : 친환경 우레탄트랙 준공
- 2021년 3월 1일 : 제21대 장석재 중고등학교 교장 취임
- 2024년 1월 11일 : 제75회 졸업식(총 졸업생 13,536명)

## 참고 자료
- 모계중학교 - 한국교육학술정보원 학교알리미